# Сюняев, Загидулла Исхакович
Загидулла́ Исха́кович Сюня́ев (тат. Заһидулла Исхак улы Сөнәев; 10 декабря 1929, Татарская Велязьма — 7 января 2001, Москва, Россия) — советский нефтехимик и нефтепереработчик, доктор технических наук (1970), профессор, Почётный академик АН РБ (1991). Заслуженный деятель науки и техники РСФСР (1974), Заслуженный деятель науки и техники БАССР (1967).

## Биография
Сюняев Загидулла Исхакович родился 10 декабря 1929 года в д. Татарская Велязьма (ныне — в Атюрьевском районе Мордовии).
В 1953 году с отличием окончил Московский нефтяной институт им. И. М. Губкина. После окончания института работал Ново-Уфимском нефтеперерабатывающем заводе — оператором, начальником установки замедленного коксования, старшим инженером, начальником цеха. Одновременно работал преподавателем аналитической химии и курса переработки нефти в нефтяном техникуме. Позже стал заниматься наукой в области нефтяного кокса, став крупным специалистом в этой области — доктором технических наук, профессором, Почётным академиком Академии наук Республики Башкортостан.
З. Сюняев с 1959 года работал начальником цеха НУНПЗ, с 1962 года — зав. кафедрой технологии нефти и газа в Уфимском нефтяном институте, а с 1970 года — ректор.
Научные работы Сюняева посвящены совершенствованию технологии и интенсификацией процесса замедленного коксования, разработкам процессов обессеривания и прокаливания нефтяных коксов в многоступенчатых аппаратах с кипящим слоем. Им были получены данные о влиянии на качество кокса содержания в исходном сырьё асфальтенов, сернистых соединений и зольных компонентов. Это позволило решить задачу замены высокотоксичного каменноугольного пека менее токсичным нефтяным.
В 1976 году Загидулла Сюняев — зав. кафедрой Московского института нефти и газа им. Губкина.

## Труды
З. Сюняев — автор около 450 научных трудов, включая 10 книг.
- Сюняев З. Производство, облагораживание и применение нефтяного кокса. — М., 1973.
- Сюняев З. Нефтяной углерод. — М., 1980.
- Сюняев З. Дисперсные состояния в каталитических системах нефтепереработки. — М., 1992.

## Награды
- Заслуженный деятель науки и техники БАССР (1967)
- орден Трудового Красного Знамени (1971)
- отличник Миннефтехимпрома СССР
- Заслуженный деятель науки и техники РСФСР (1974).
- Почётная грамота Правительства Российской Федерации (4 ноября 1998) — за большой личный вклад в подготовку научных кадров и многолетний добросовестный труд